# Hockey Club All Stars Piemonte
L'Hockey Club All Stars Piemonte è stata una squadra di hockey su ghiaccio di Torino. Ha avuto una squadra maschile che ha militato anche in serie A2, ed una femminile che ha militato nella massima serie. Entrambe le compagini sono state rimpiazzate dal Real Torino Hockey Club.

## Squadra maschile

### Storia

#### Fondazione ed esordio
La squadra nasce nel 2000 dalla fusione tra Valpellice - il cui stadio era stato seriamente danneggiato da una piena - e tra l'HC Torino per volere del presidente di quest'ultima squadra, Claudio Gabriele Belforte.
All'inizio la società si occupa perlopiù del settore femminile e di quello giovanile, per tornare in un campionato ufficiale con la squadra maschile nel 2002-03, in serie B. Vi resta per due stagioni chiuse entrambe all'ultimo posto.

#### Serie C e approdo in serie A2
Nella stagione 2005-06 si iscrisse alla terza serie, la C Under 26. Non fu un campionato brillante e la squadra non superò il suo girone di qualificazione. Tuttavia, con la rinuncia alla serie A2 dell'HC Torino con cui si era nuovamente associata dal 2005, la squadra fu ripescata nella serie superiore.

#### Prima stagione in A2
Il 5 ottobre 2006 vi è il vincente esordio in un campionato professionistico, con la squadra che gioca a Torre Pellice (teatro della gara a causa dell'indisponibilità del Tazzoli di Torino, che, per il resto della stagione, ospiterà, invece, le partite casalinghe dell'All Stars) ed è seguita da un manipolo di tifosi per lo più sostenitori dello scomparso Hockey Club Torino. Il risultato è di 4-2 nei confronti dell'Egna. Fino a Capodanno, nonostante la formazione non convinca in trasferta (solo due vittorie, per 2-1 ad Egna e 3-1 a Caldaro ed un pareggio 1-1 a Torre Pellice), il ruolino di marcia tra le mura amiche è stato positivo; al Tazzoli cadono il Valpellice (4-2 nell'inedito derby, comunque molto sentito, per via della storica rivalità tra il mondo hockeystico torinese e quello valligiano), il Gherdeina (6-1), il Future Bolzano (due volte, una per 3-2 e l'altra per 6-3), il Caldaro (6-3), il Vipiteno (6-4) e l'Egna (4-0). Per tutto questo periodo solamente il Merano, futuro campione, vince nel capoluogo piemontese (1-3), mentre l'Appiano ed il Vipiteno riescono a strappare un pareggio ciascuno. Questi risultati lanciano la matricola torinese al 3º posto in campionato.
Il 2007 arriva, però, ad infrangere i sogni di gloria dei subalpini; la fuga di Lizotte a causa di un litigio con i vertici societari ed il grave infortunio del forte Couch lasciano aperta una voragine nel reparto difensivo dei torinesi, mostrando tutte le pecche di una squadra costruita su due forti linee, su tutti il capocannoniere della stagione regolare Vezio Sacratini, ma anche Salonen, Casale, Caletti, Marchetti, Rigoni, Couch e il portiere Jimmy Canei, elementi ottimamente diretti in panchina dalla rivelazione come allenatore di Maurizio Mansi, ma priva di un roster che possa offrire valide alternative. La squadra conquistò infatti solamente 3 punti in 11 partite. A far gioire i tifosi rimane solo l'unica vittoria conquistata proprio in casa degli arcirivali del Valpellice (7-6).
La squadra chiude la stagione regolare al 7º posto (su 9 compagini) incontrando nei play-offs il Vipiteno, giunto secondo. La serie viene vinta nettamente dagli altoatesini per quattro incontri a zero, con i torinesi capaci di mettere in difficoltà i rivali solo in gara-2, al Tazzoli, persa 5-6 dopo solo ai supplementari.

#### Secondo anno in A2
La stagione 2007/2008 della serie A2 è composta da 8 squadre, che si scontrano in 3 gironi di andata e 3 gironi di ritorno, più una gara contro la Nazionale Under 20 valida ai fini della classifica, il punteggio totale acquisito da ogni singola squadra è stato dimezzato per difetto al termine del secondo girone di ritorno, le prime quattro quadre sono ammesse ai Play Off. 
Gli stellati partono bene, vincendo 1-0 il derby contro il Valpellice, in programma già alla prima giornata, il primo stop arriva alla 4ª gara con una brutta sconfitta casalinga contro l'Appiano (3-7). 
Il primo girone vede in testa il trio Appiano, Valpellice, Egna con 9 punti, e l'ASP a inseguire a quota 7, fanalino di coda con 0 punti il Merano.
Il secondo girone inizia col solito Derby, che questa volta finisce 3-1 per la Valpe, primi 2 punti anche per il Merano. Asp che non gioca benissimo nelle prime gare del round riprendendosi nella seconda parte e raggiungendo il 3º posto con 16 punti, alle spalle della Valpe, 21 punti, e l'Appiano, 18 punti.
Terzo derby ancora alla Valpe per 7-3, e seconda sconfitta consecutiva, con il Vipiteno, ma ancora una volta le altre 5 gare sorridono agli stellati, con 4 vittorie e una sconfitta con l'Egna, risultati che valgono il mantenimento del 3º posto, con 24 punti. L'Egna vince tutte le gare del terzo girone arrivando al secondo posto con 28 punti, Valpe sempre prima con 32 punti.
Quarto Girone, quarto derby, e la Valpe si porta sul 3-1 in questa speciale classifica vincendo tra le mura amiche per 6-3, ma questa sarà solo la prima di 6 sconfitte per i torinesi in questo girone, completato solo dalla vittoria contro il Gherdenia, fanalino di coda, per 5-0. L'All Stars, con questi soli due punti guadagnati si ritrova con 13 punti in classifica, invischiato nel pieno della lotta per l'ultimo posto utile ad accedere ai play-offs, a 8 lunghezze dalla Valpe capolista.
Qualcosa cambia però nell'atteggiamento dell'ASP che ritrova fiducia e vince, per la seconda volta in stagione, 1-0 il derby, ed inanella 6 vittorie e un solo pareggio, 3-3 con l'Egna, in un mese, e riguadagna il terzo posto a 3 lunghezze dal duo di testa Egna-Valpellice, e con un nuovo derby dietro l'angolo.
Valpellice-All Stars Piemonte apre l'ultimo girone della Regular Season, la vittoria in casa della Valpe non è ancora arrivata in questa stagione, ma gli stellati, con una buona prestazione portano a casa una vittoria per 3-1 che li catapulta nella lotta per la vittoria della stagione regolare. 
Egna, Valpe, ASP si rincorrono fino alla penultima giornata, quando Egna e ASP, rispettivamente prima e seconda, si giocano il primato, la vittoria dell'Egna 6-2 relega al 3º posto gli stellati e li obbliga al nuovo confronto con la Valpe nei Play Off. L'Egna vince la Regular Season, ma viene eliminata alla semifinale dei Play Off dal Caldaro, quarto nella Regular Season, per 4-2.
La sfida infinita tra le due compagini Piemontesi continua quindi ai Play Off, che vedono partire ottimamente gli stellati, vittoria a Torre Pellice ai tiri di rigore, per 3-2, e il 2-0 nella serie, conquistato in casa con un perentorio 4-1. La terza gara di nuovo a Torre, vede cambiare gli equilibri, il goal vittoria dei Valligiani arriva a 2'18" dagli Shoot Out, dopo un primo tempo tutto per gli stellati che vanno due volte in vantaggio, ed i valligiani che, in rimonta, riescono a trovare il pari, e come già detto la vittoria nell'overtime. Da qui in poi l'ASP non trova più il ritmo, e la squadra, molto stanca, cede nelle tre gare successive la vittoria alla Valpe che passa il turno, con il risultato finale di 4-2 nella serie. La Valpe perderà poi la finale col Caldaro, con la serie conclusasi sul 3-0 per il lucci.

#### Chiusura dell'attività
In data 27/06/2008 la società annuncia la mancata iscrizione al campionato di serie A2 per la stagione 2008-2009 e chiude l'attività.

### Ultimo roster (2007/08)
Portieri:
- Federico Bobba
- Marco Parella

Difensori:
- Giovanni Marchetti
- Tyson Turgeon
- Fabio Rigoni
- Igor Falco
- Manuel Moro
- Marcello Famà
- Mattia Sangaletti
- Pascal Blanc
- Jan Bohacek

Attaccanti:
- Jason Selleke
- Manuel Lo Presti
- Luca Covolo
- Roberto Bortot
- Jamie Herrington
- Tommaso Traversa
- Daniel Peruzzo
- Gianluca Stefanati
- Denis Soravia
- Davide Di Fabio
- Joel Salonen

### Giocatori famosi
- Vezio Sacratini
- Agostino Casale
- Gianluca Canei
- Joel Salonen
- Zdeněk Blatný
- Karel Dvořák
- Robert Burakovsky
- Ján Jaško
- Lauris Dārziņš

### Allenatori
- Maurizio Mansi stagione 2006/07
- Roberto Varotto stagione 2007/08

## Squadra femminile

### Storia
Le All Stars femminili nascono a metà degli anni novanta come Valpellice Girls. L'esordio in un campionato ufficiale avviene (con la denominazione di Valpellice Pinerolo) nella Stagione 1999-2000, in serie B, chiusa al secondo posto.
Con l'allargamento della massima serie da 5 a 6 squadre, le ragazze disputarono (come Valpellice Girls) il loro primo massimo campionato nel 2000-01. Lo chiusero all'ultimo posto con soli 2 punti, ma non ci fu retrocessione per la contemporanea scomparsa della serie B.
Dal campionato 2001-02 la squadra prese il nome di All Stars Piemonte, con cui ha partecipato ai campionati successivi, non andando mai oltre il terzo posto. Tre atlete hanno partecipato ai XX Giochi olimpici invernali: Debora Montanari, portiere, e Anna De la Forest e Silvia Carignano, attaccanti.
La squadra ha smesso le attività un anno dopo quella maschile, e buona parte delle giocatrici è confluita nella sezione femminile del Real Torino Hockey Club.

### Cronistoria squadra femminile
- 2001-02 - 5ª in Serie A
- 2002-03 - 5ª in Serie A
- 2003-04 - 3ª in Serie A
- 2004-05 - 3ª in Serie A
- 2005-06 - 4ª in Serie A
- 2006-07 - 3ª in Serie A
- 2007-08 - 3ª in Serie A
- 2008-09 - 3ª in Serie A